# 学生鞄
学生鞄（がくせいかばん）は、学生が、学用品を運搬するために通学用に用いる鞄のことをいい、通学鞄、通学用鞄、スクールバッグ、スクバ、制カバン、学バンなどとも呼ばれる。ランドセルなど小学生用のものや大学生等が使用するものは通常含まれず、中学生及び高校生が使用するものを主にいう。狭義には、革製の手提げ鞄（抱鞄（かかえかばん）。詳細は鞄#鞄の種類を参照。以降、本稿では単に「革製の手提げ鞄」という。）を指し、この場合スクールバッグとは呼ばれないことが多い。
校章入りの学生鞄の使用などが校則によって指定されている場合から、全くの自由とされている場合まで幅がある。時代が下るにつれ、自由化する流れにある。他の校則と同様、中学校の方が高等学校より厳しく指定されている。制服などと同様に、生徒がオリジナリティや個性をアピールする時にアレンジやカスタマイズされる対象となり、ファッション性を持つ一方で、校則からの逸脱は、服装の乱れとみなされる。
なお、メインで用いられる学生鞄の補助的に用いられる学生鞄を補助鞄、サブバッグなどと呼ぶ。これも学校指定のものと、生徒が自主的に選んで使うものがある。複数の学生鞄が校則で指定されている場合、メインで用いられる学生鞄を「第一カバン」、補助的に用いられる学生鞄を「第二カバン」等と呼ぶこともある。過去にはマジソンバッグが流行した。また、有名ブランドショップで購入商品を入れられる紙袋（紙製とは限らない）を継続使用することも流行した。
イギリスなどでは、ストラップで斜めがけするサッチェル（英:satchel）と呼ばれる学生鞄が利用されることが多い。

## 流行やバリエーション
学生鞄は、明治14年ごろから使用され、ズック製（帆布製）の肩掛けのものが主流であった。昭和30年以降になると、まだ肩掛け鞄も多く混在していたものの、主流は革製の手提げ鞄となっていった。当初は、天然皮革による手提げ鞄であったが、高度成長期に倉敷レーヨン（現在：クラレ）が人工皮革クラリーノを開発して以降、人工皮革による手提げ鞄が普及していくこととなった。
1970〜1980年代頃、革製の手提げ鞄が多くの学校の校則で指定されていた。生徒間で、変形学生服などヤンキー (不良少年)（ツッパリを含む。以下も同じ。詳細は「ヤンキー (不良少年)」の項を参照。）的なファッション文化の流行及び一般化とともに、革製の手提げ鞄について、「厚さが薄いほど「イケてる」」とされたことから、意図的にぺちゃんこに潰す（マチを細く厚みを薄く改造する）、鞄潰しの文化が流行した（後述）。
1990年代に入ってから（早い地域では1980年代後半から）、学校は、変形学生服の対策等のために制服をブレザー化し、同様に、生徒が行う鞄潰し等の改造への対抗などのため、ボストンバッグ型の鞄など独自のバッグを指定するところが多く現れるようになり、さらに自由化する学校も多くなった。地域にもよるが、次第に、こうした学校側の革製の手提げ鞄を脱却する動きとともに生徒間のヤンキー的なファッション文化の衰退から、鞄潰しの流行も衰退していった。なお、2020年現在においては、革製の手提げ鞄自体の衰退や流行の変遷により、鞄潰しはほぼ絶滅した。
1990年代以降、ボストンバッグ型（ナイロン製、人工皮革製）が主流となった。自由化された学校では、生徒間で、他校指定や他校の名称や校章が記されたナイロン製のボストンバッグで、一定の使用感があるものが流行した（後述）。
2019年現在で、革製の手提げ鞄を指定している学校やこれを持つ学生は、鹿児島県、長崎県などの地域に限られ、かなり少数のものになっており、衰退傾向にある。
2020年現在、自由化が進み、3wayバッグ、デイパック、トートバッグ、メッセンジャーバッグ、リュックサックなど、学生鞄以外の用途でも使われる鞄を使用する生徒も多い。女子高生の間では、リュックサックが主流となっている。

### 革製の手提げ鞄（狭義の学生鞄）

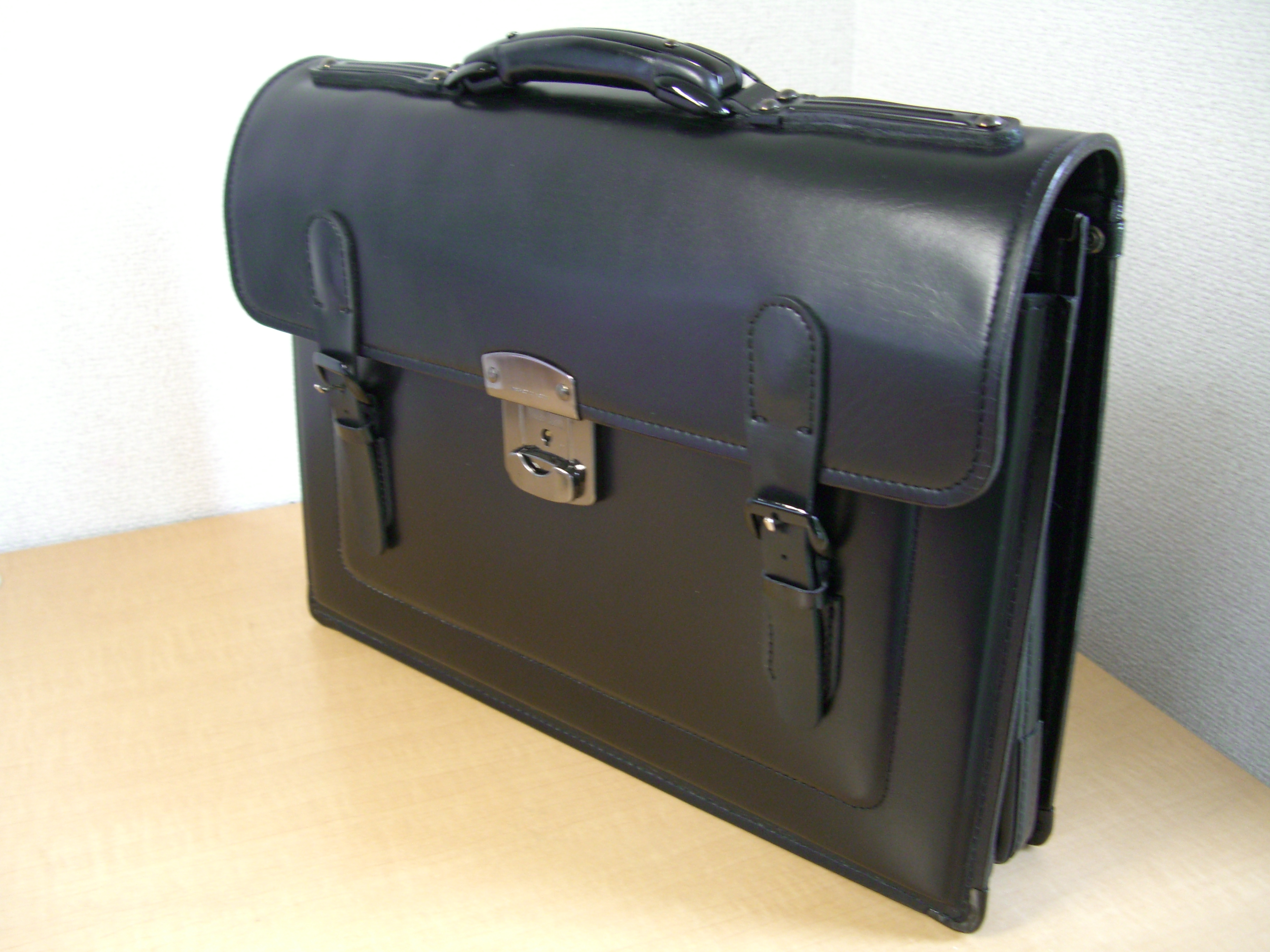
学生鞄（革製の手提げ鞄（狭義の学生鞄））

革製の手提げ鞄の素材は、大きく分けて人工皮革（クラリーノ等。合革ともよばれる）、天然皮革（主に牛革。本革ともよばれる）の2種類に分けられる。両者を混合したものもある。
持ち手は一本手で、持ち手やカギ付きの錠前などは金属で補強されており、柔軟性はあまりなく、ランドセルと同様に、長期間の継続的な使用に耐えうるように、他の一般的に流通する鞄に比べ堅牢に作られている。前面の上半分程度のかぶせがあり、ベロ革が前面の左右に2か所あるのが特徴である。基本的には、マチに金属製の芯が1本または2本入っていて一定の厚み（数cm～十数cm程度）がある。内部は、学用品を区分して収納できるよう、複数の収納スペース（ポケット）に分かれている。主に黒色や紺色のものが用いられる。学生鞄に校章が刻印されているなどで、学校によって指定されているところもある。大きさやマチの太さ、錠前の形など細部はメーカーなどによって異なる。マチが一定程度、ベルトによってある程度自由に調節できる鞄も多い。

#### 鞄潰し等のアレンジ

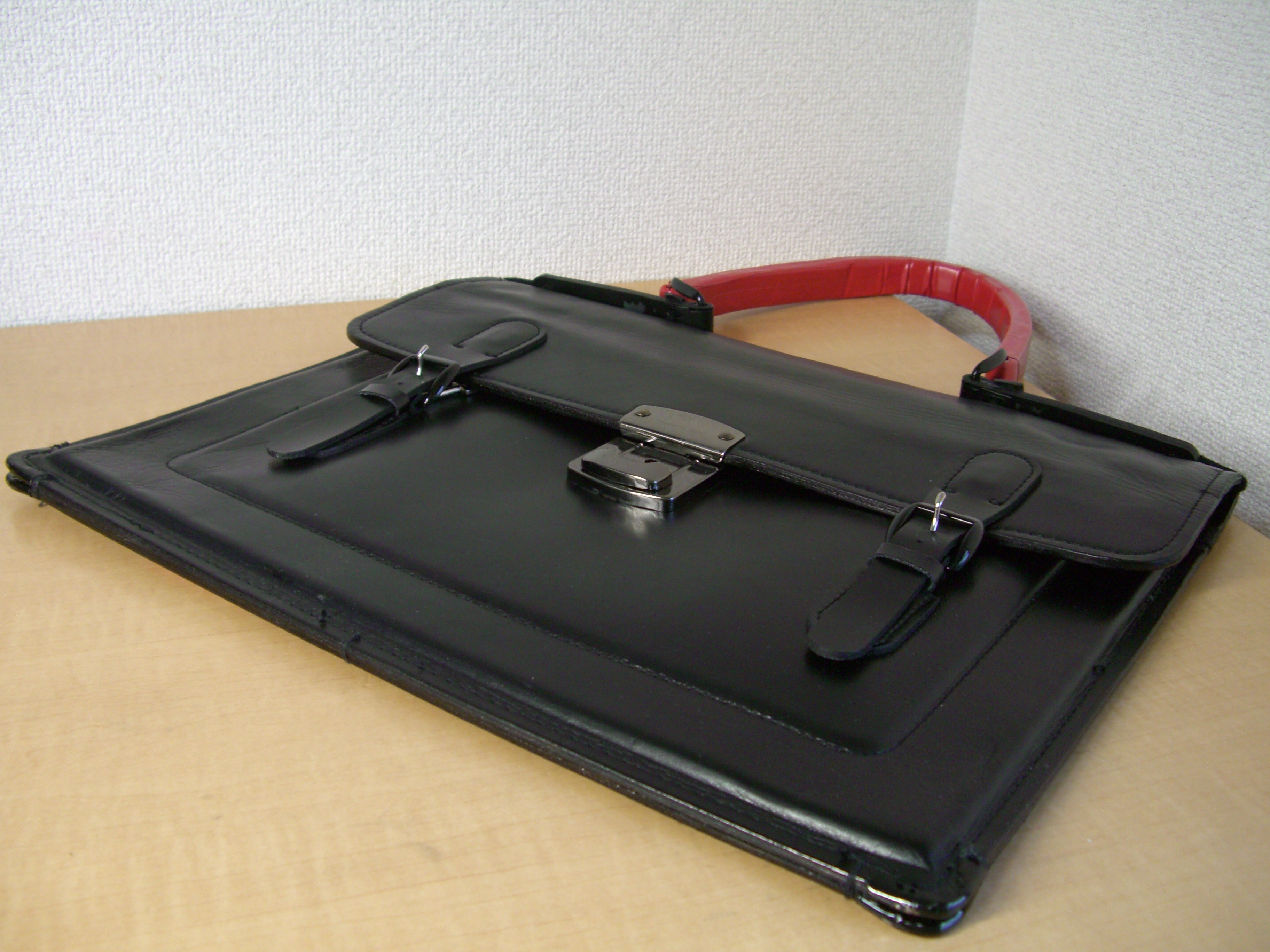
芯抜きして極めて薄く潰し、持ち手を改造して赤テープを巻いた学生鞄

地域差もあるが、1970〜1980年代を中心に、生徒間で、男子生徒の変形学生服や女子生徒のスケバンなどヤンキー的なファッション文化の流行及び一般化に合わせて、学生鞄に教科書や学用品等があまり（またはほとんど、全く）入ってないことを顕示するように、意図的にぺちゃんこに潰した（マチを細く厚みを薄く改造した）革製の学生鞄がかっこいいものとして大流行した。それらの薄く潰した学生鞄は、変形学生服などとともにヤンキーっぽさを顕示するものであった。こうした流行には、「ビー・バップ・ハイスクール」等のテレビドラマやヤンキー漫画がヒットして社会現象となった影響を受けていたもので、こぞってそれらの登場人物の真似をした。薄く潰した学生鞄を、つぶし、ぺちゃんこカバン、ペチャカバン等と呼ぶこともあった。一方で、新品もしくは鞄潰し等の改造を施さず、教科書や学用品等がたくさん入っているような、マチの太いカバンはブタカバン、豚バッグ、イモカバンなどと呼ばれ、多くの生徒から嫌悪された。
この流行は、全国各地で、男子生徒、女子生徒を問わず、変形学生服と同様に、もしくは、変形学生服のように仕立てたり購入するなどの費用がかからず自宅で手軽にできることから、非行傾向を示した生徒のみならずそれ以上に広範囲にファッションとして流行し、先輩から後輩に、鞄潰しの方法が伝承されたり、潰した鞄が譲渡または売買されるなどして継承された。ただし、後述するように、鞄潰しの改造方法は多岐にわたり、少し薄くした程度のものから極薄に潰して派手にデコレートしたものまであり、その「正規の」学生鞄からの逸脱性の程度はその個人によって様々であった。一般に、より薄く潰して派手に改造すればするほど、ヤンキーっぽさを顕示するものであるとともに、非行傾向を強く示すものとして戒められるものであることから、少数のものとなっていった。また、その戒めには、先輩から後輩に対する、いわゆる「裏校則」的な締め付けもあったと思われる。
一般的な鞄潰しの方法としては、学生鞄にシャワー等で湯（温水）をかけたり、学生鞄を風呂等の湯（温水）に漬ける（以下「お湯かけ」という。）などして、革を柔らかくした状態で、縛ったり、布団の下に敷いたり、重石などを上から置いたりするなどし、潰した状態で固定して乾燥させ、潰し癖を付けるものである。これをさらに発展させ、マチに入っている金属製の芯（を覆う革）を裁縫道具や工具等で取り払ってから、お湯かけするなどして、マチをできるだけ細く折りたたんで潰し癖を付け、一層薄くした鞄もある。
一般に、前者の芯を取らない潰し方を「芯残し」、後者の芯を取る潰し方を「芯抜き」と呼ぶ。芯残しの場合、芯の厚さにもよるが、お湯かけした際に、芯を覆う革の部分をうまく折り曲げて潰し癖をつければ、一般的に厚さ3cm程度まで薄くすることができるが、それ以上薄くすることは難しく、芯抜きの場合、後述のとおり固定すれば1cm未満の薄さにすることもできる。芯残しの場合、例えば、検査の際に、雨に濡れたなどの「言い訳」をすることもでき、内容量をたくさん詰めれば元通りの形状になるのに対し、芯抜きをすれば、明らかに恣意的に鞄潰しを志向した形跡が一目瞭然であり、元には戻せないためここに大きな分水嶺がある。芯抜きの方が、鞄潰しの意思表示が明白で、薄く改造でき、不可逆性があるため、より、ヤンキーっぽさを顕示するものであるが、その分、校則違反になりやすい。なお、「芯残し」の場合であっても芯を覆う革の部分等を取り外せば、より薄くすることができるが、その分、不可逆性が増す。他に、寝押ししたり安全ピンでとめたりするなど様々な方法があり、それを組み合わせた複合的なやりかたをとることもある。なお、（芯抜きの作業をせずとも薄く鞄潰しができる）元から金属製の芯が入ってない、薄型の学生鞄も販売されていた。なお、内部に教科書を入れる必要がある場合は、なるべくメインのポケットには入れずに、外側のポケットに入れると、重石の役割を持ち、潰した状態を維持しやすい。
さらに、特に芯抜きした潰し鞄について、薄い状態の形状を固定するために、両端を針金や糸で縛ったり、車で轢いたり、ヘアピンを表皮と裏側を挟むように刺したり、接着剤でくっつけたりして、マチが広がらないようにすることがしばしば行われた。特に、底の部分は、横の部分と革が重なって、広がりやすいため、徹底して潰し癖をつけるためにはそうした固定が必要となった。マチの部分を切り取ってしまうこともあった。より薄く改造するために、内部の仕切り板を取り払ったり、持ち手の裏側の金属を取り払ってネジで固定したりするなど、内部の余計な部分を取り払うことがあった。こうした措置は、不可逆性があり、一時的ではなく恒常的に学用品を持ち歩かないことを示すため、本来の学生鞄の用途である学用品を持ち歩くという実用性を全く果たさなくなり、強いヤンキーっぽさを顕示するものであるが、その分、校則違反になりやすい。業者に頼んで鞄をつぶしてもらうことも行われた。
アレンジのより派手な改造方法としては、持ち手を改造することがある。もともとの持ち手を取り外し、ベルトを用いるなど長くして、持ちやすいようにするなどの方法による。そうすることで、手が自由になりポケットに手を入れることが可能になる。そして、持ち手の部分を赤や白といった派手な色テープで巻いたり、喧嘩道具（武器または防具）となるよう内部に鉄板を入れる、下の両角に金具を付けるなどアレンジも存在した。赤テープを巻くことは「喧嘩売ります」、白テープを巻くことは「喧嘩買います」といった好戦的な意思表示とみなされたため、同種のヤンキーから目を付けられ、ボンタン狩り（喧嘩により、相手の履いている変形学生服（ボンタン）を強奪すること）と同様に「喧嘩の戦利品」として奪われることもあった。
その他、ステッカーやカッティングシートを貼ったり、缶バッジやしっぽ型のファー等のアクセサリーを付けたり、落書きをするなど改造の方法は多岐にわたる。シールやステッカー、落書きで描かれたものは、暴走族の名前、バンド名やアイドル、「愛死天流（「あいしてる」の当て字）」「愛羅武（または舞）勇（「あいらぶゆう」の当て字）」といった造語的な熟語、煙草の銘柄、自分や恋人の名前などであった。落書きやシールは、外側のみならず、かぶせの内側にも施された。女子の間では、学生鞄の表に斜めに絆創膏を貼ることも流行し、非処女であることを示すものであった。
学生鞄の持ち方に至っても、改造した鞄を誇示したり、中身があまり入ってない様子を顕示するように、いかにも軽そうに、片手で肩にかつぐ、脇に挟む、ポケットに入れた手で持つ、クラッチバッグのように持つなど、普通の手提げ以外の方法をとるものがあった。
なお、この流行の延長線上で、学生鞄そのものを持ち歩かずに手ぶらで登下校する生徒もいた。両ポケットに手を入れて歩きやすくなり、学生鞄自体を持ち歩かないというヤンキーっぽさを顕示する作用とともに、代用としてズタ袋などが使用されていたことから、いかに潰したとて1kg以上の重さがある学生鞄を持ち歩かない至便性などの理由などが考えられる。
なお、鞄を薄くすればするほど内部の容量は当然少なくなる。鞄に入りきらない（入れるのが困難、入れると不格好になる）学用品は、サブバッグ等に入れるか、学校の机やロッカーの中に置いていく（置き勉）という方法が取られる。特に芯抜きの学生鞄を持つ場合や手ぶらで通学する場合などは、学用品の大部分または全てを置き勉することになる。テスト期間中については、普段は置き勉している生徒が教科書を持ち帰る場合もあったが、普段同様に一切持ち帰らない生徒もいた。置き勉が禁止されている学校では、生徒が、隠密に置き勉を行うために、床下等の教師の目に付きづらいところに教科書等を隠すという行為も行われた。鞄を薄くすればするほど、内容量は少なく見せることができるので、これに比例してかっこいいと思われやすく、真面目さを消し、ヤンキーっぽさを顕示できるとともに、学校側からは戒められる対象となった。学生鞄に対し何ら物理的な改造を施さずとも置き勉は可能であることから、学生鞄を潰したために仕方なく置き勉をするというよりも、もとより置き勉をして学習習慣を欠如する生徒が、学生鞄潰しなどに興味を持つという流れの方がより想定されることである。
鞄潰しや置き勉といった行為は、学習習慣の欠如、ひいては非行につながると考えられ、校則違反であるところも多く「カバンの薄さは、知能（知識）の薄さ」という標語もあり戒められた。そこで、学生鞄の改造、中身、置き勉等について検査が行われ、指導されたり罰則が存在するところがあった。しかし、社会現象といっていいほどの広がりで、生徒が徹底して鞄潰しや置き勉をするため、教師側も生徒にほだされ、生徒が検査を巧妙にかいくぐるなどして指導が徹底されず、黙認されていたところも少なくない。1981年には、生徒が置き勉していた教科書を見つけた教師が、その教科書を焼却するといった事件も起こったが、事件後も、教科書を焼却された生徒の1人は、教科書を持ち帰るのが面倒くさいとして、教科書を新たに買っていない状況であった。
また、1984年頃の農業高校の実話をもとにした『はいすくーる落書』の文庫では、生徒の多くが厚みのある学生鞄を嫌悪して手ぶらで登校する様子や、担任教師が、何度注意しても置き勉をする生徒に業を煮やし、置きっぱなしにしている生徒の教科書やノートを段ボール箱に詰め込み、ガムテープで目張りをし、「没収」するシーンが描かれている。同名の、テレビドラマ第3話『停学もみんなでくらえばコワくねェ！』においても、生徒指導教師（児玉）が、始業前に校門で服装等の検査をした際、学生鞄を持たずに手ぶらで登校した3名の生徒に対し、教科書を持って来ないことを注意したところ、3名の生徒が教室に教科書がある（置き勉している）と「弁明」したため、その後、生徒指導教師が、生徒に規則違反の置き勉を反省させるため、置き勉している教科書を段ボールに詰めて教室後方に置き、段ボールから持ち出したものは泥棒とみなすとして、授業中、置き勉していたほとんどの生徒が教科書を見られない状況にした。そこで、授業にやってきた担任の諏訪が、クラスの生徒たちに対し、どうして教科書を持ち帰らないのかと、かばんに何を入れているのかと注意する中で、1名の生徒（片桐）の薄い学生鞄（生徒間で軽く放り投げられていることから、ほとんど中身は入ってない様子の潰し鞄）の中身を見ようとして、別の生徒が当該生徒の学生鞄を開けたところ、当該生徒がアダルトビデオを持ってきていたことが発覚するシーンがコミカルに描かれている。
鞄潰しや置き勉といった流行は喫煙や飲酒、制服のアレンジなどと同様に、当時の管理教育全盛期という時代背景の下、規則に縛られることから逃避、忌避したいという思春期の反抗の一種である。外見上、置き勉をしていることが明白にわかる潰し鞄を持つことで、教科書や学用品等を持ち歩かず、家庭学習をあまり（または、ほとんど、全く）していないことを示し、勉強や進学といった世俗的な価値規範から距離を置いた様子を顕示、誇示し、自我を支える一つの方法である。また、流行に乗り遅れたくないという心理や、先輩やクラスメイトからの同調圧力によるもの、後輩に対して、先輩としての威厳を示すものといった側面があった。それとともに、当時の流行に乗ることで、異性から好意を持たれやすくするという意図もある。
なお、1990年代後半にはほぼ絶滅した鞄潰しと違い、置き勉は現在でも見られるが、校則により必要以上の荷物を持ち帰らせることもあり、「置き勉」は反抗といった意味合い以外に単純に物理的に荷物を軽くしたいという意向もある。現に、平成30年9月6日付けで文部科学省は「児童生徒の携行品に係る配慮について」という事務連絡を発出し、各教育委員会等に対し、「置き勉」等を適切に行うことにより、児童生徒の携行品の重さや量への配慮を求めた。

#### チョンバッグ

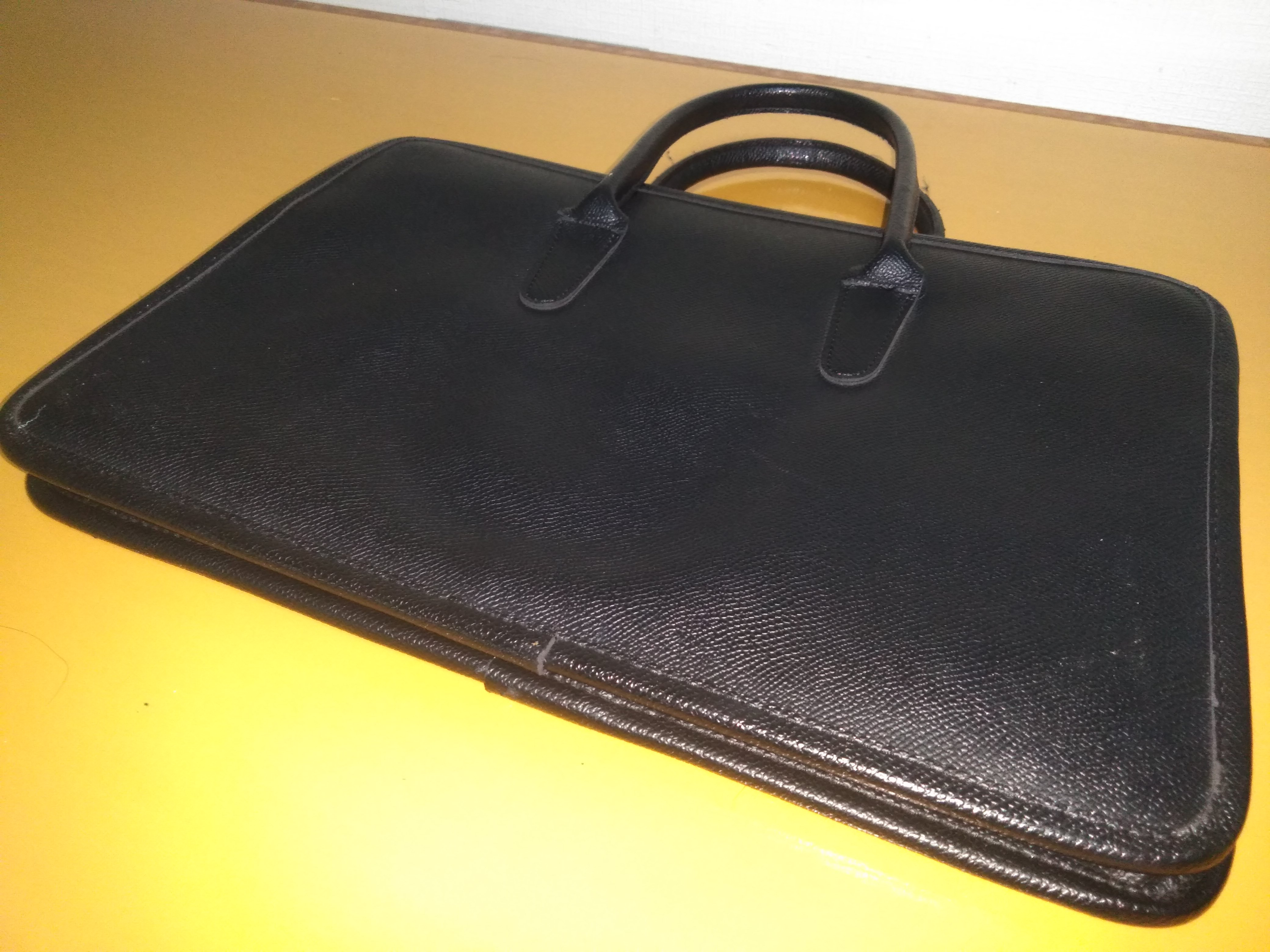
チョンバッグ

さらに、上記鞄潰しの流行に合わせて、いわば、潰し鞄をシンプルに既製品として販売したものとして、チョンバッグ（またはチョンバック、チョンバンなど。）と呼ばれる学生鞄も市販された。チョンバッグは、上記の一般的な革製の手提げ鞄とは大きく異なり、販売時から、もとよりマチが数cm程度しかなく、既に潰し癖がついている薄い手提げ鞄である。主に黒色の人工皮革製で、収納スペースがほとんどなく、学用品を恒常的に入れることはほぼ想定されていない。前面と後面に縫い付けられた、長めの二本の持ち手があり、持ち手が金属で補強されることはなく、かぶせやベロ革もなく、内部のポケットも基本的になく、上部のファスナーで開閉し、ほぼ単一の収納スペースのみの極めてシンプルな構造で軽いものである。変形学生服販売メーカーなどから販売され、変形学生服のブランド名の刻印等がされるものもあり、変形学生服とあわせて販売された。
上記の一般的な革製の手提げ鞄を潰す場合は、もともとは学用品を入れる目的で購入された「正規の」ものを加工して逸脱化するものである一方で、チョンバッグは、学用品がほとんど入らないことを前提に購入し、はなから学用品を入れることを放棄していることが明らかなため、一般的な上記鞄潰し以上に、逸脱性が高く、過激にヤンキーっぽさを顕示するもので、所持には一定の覚悟を要するものであり、ヤンキーを象徴する記号となり、他者から眼を付けられるものであった。
チョンバッグの「チョン (蔑称)」は、当時、ツッパリ（本段落についてのみ、当時の使用法に倣い、「ヤンキー」ではなく「ツッパリ」を使用する。）が多く在学していたという東京朝鮮中高級学校のツッパリの生徒が所持していたことに由来するとされているが、東京朝鮮中高級学校以外の学校でも、ツッパリ達が好んで持ち歩いた。持ち手の部分を赤や白といった派手な色テープで巻くなど、その他のアレンジは、上記の一般的な革製の手提げ鞄を潰す場合と同様である。
なお、チョンバッグという用語には、広義では、上記の一般的な革製の手提げ鞄を潰す場合も含めることもあった。鞄潰し同様にチョンバッグについても、1990年代以降衰退し、2020年現在、ほぼ絶滅した。

### ボストンバッグ型の鞄

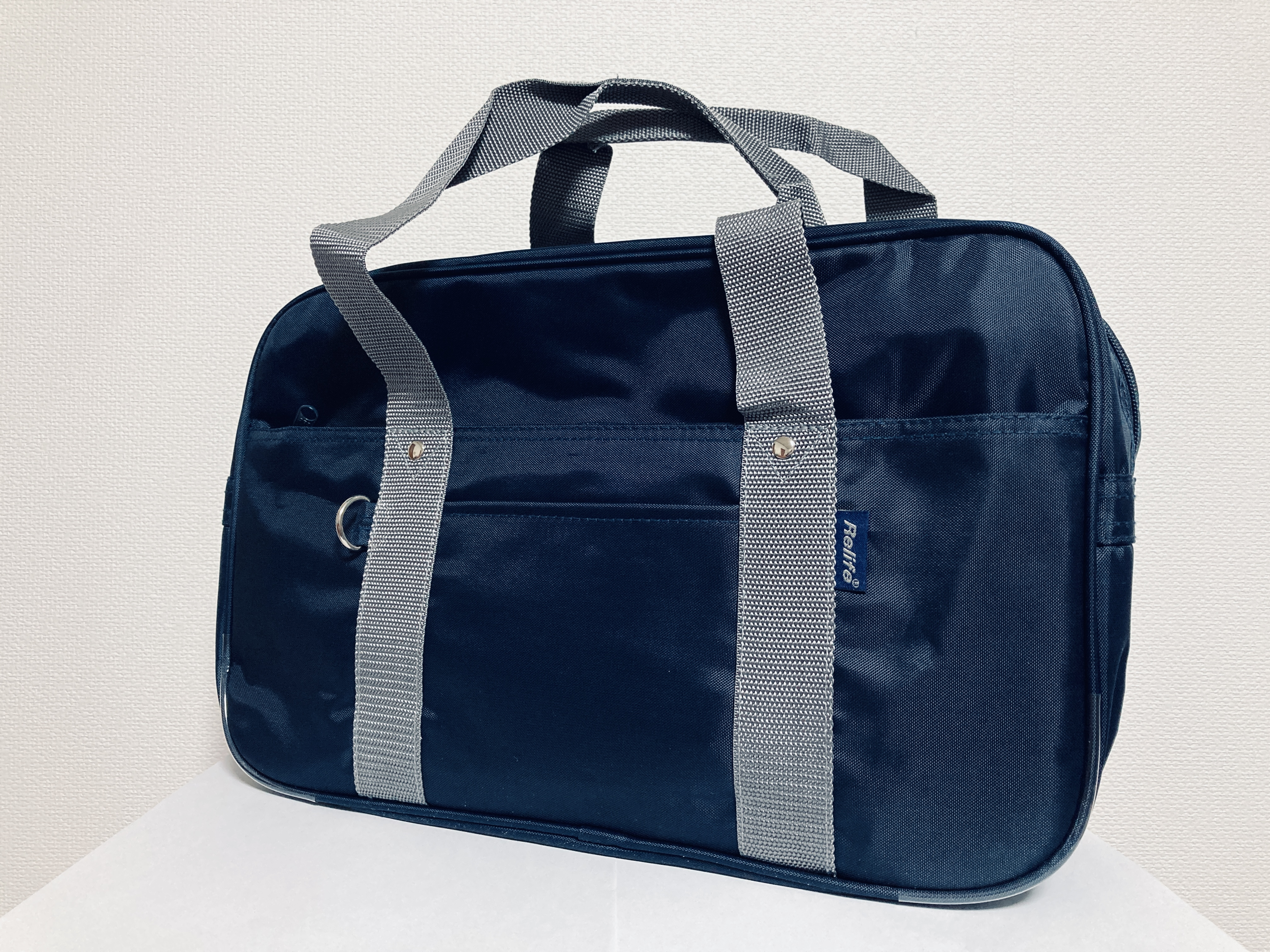
ボストンバッグ型学生鞄

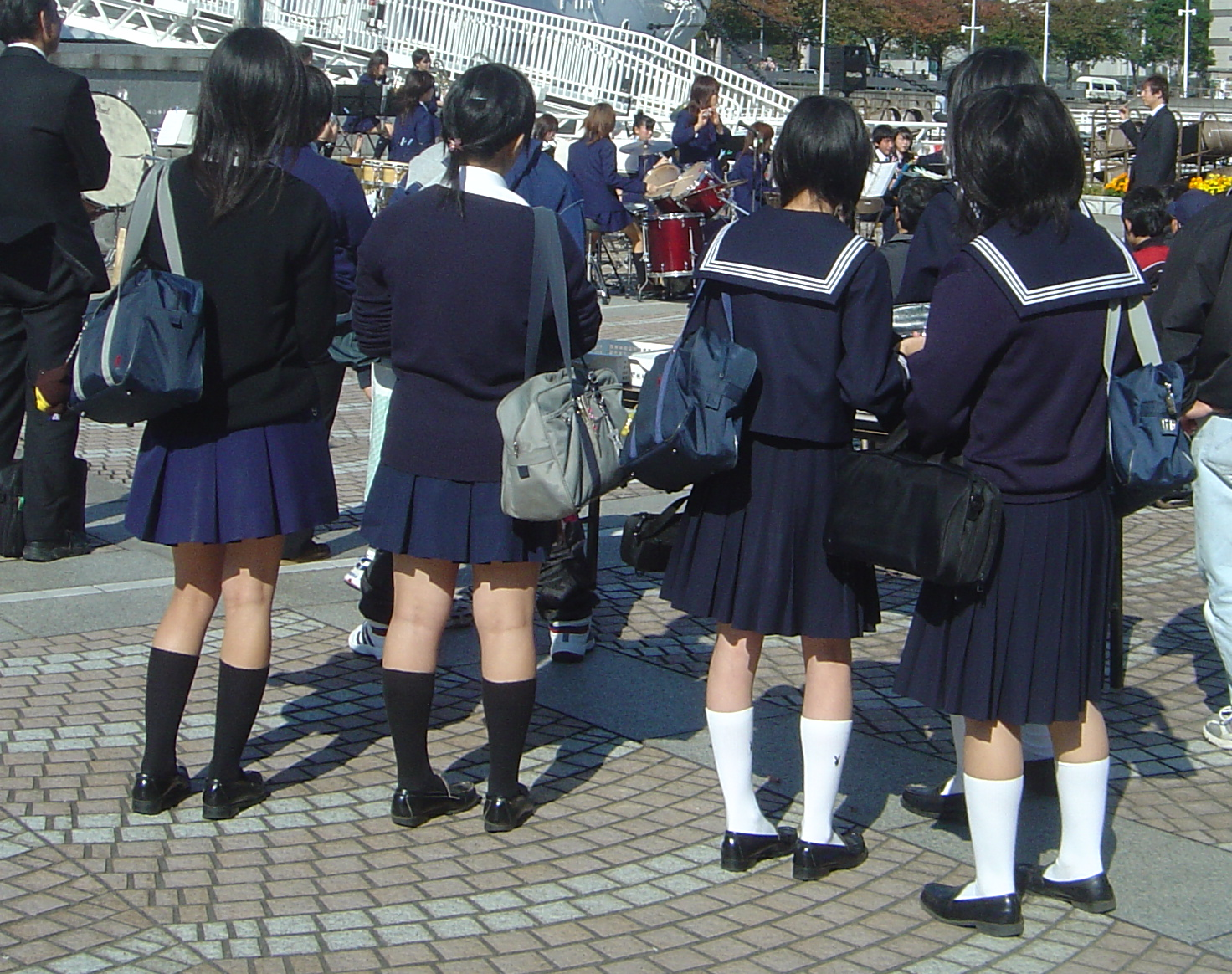
ボストンバッグ型のナイロン製学生鞄（スクールバッグ）を携行する女子生徒。

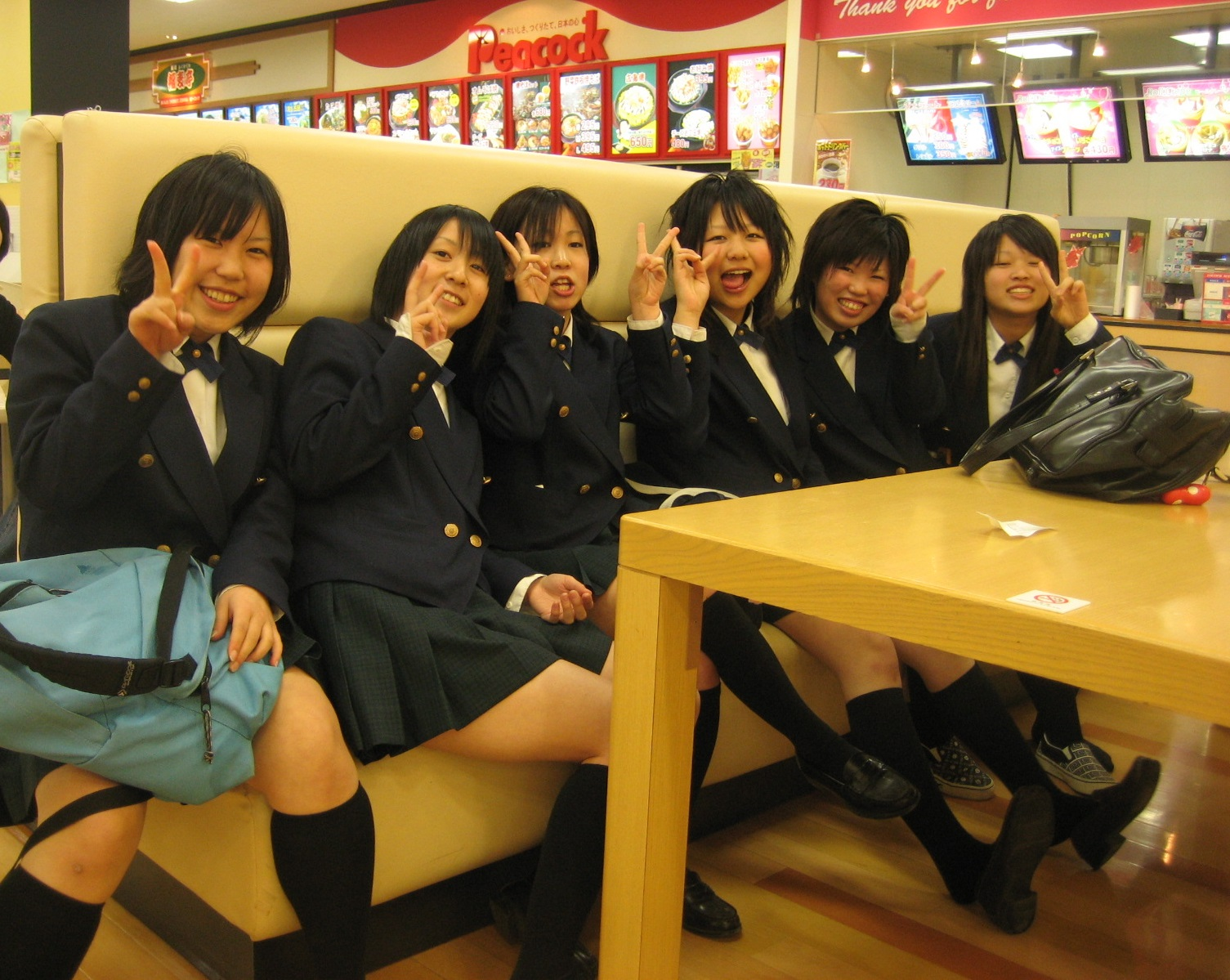
ボストンバッグ型の合革製学生鞄（スクールバッグ）を机上に置く女子生徒。

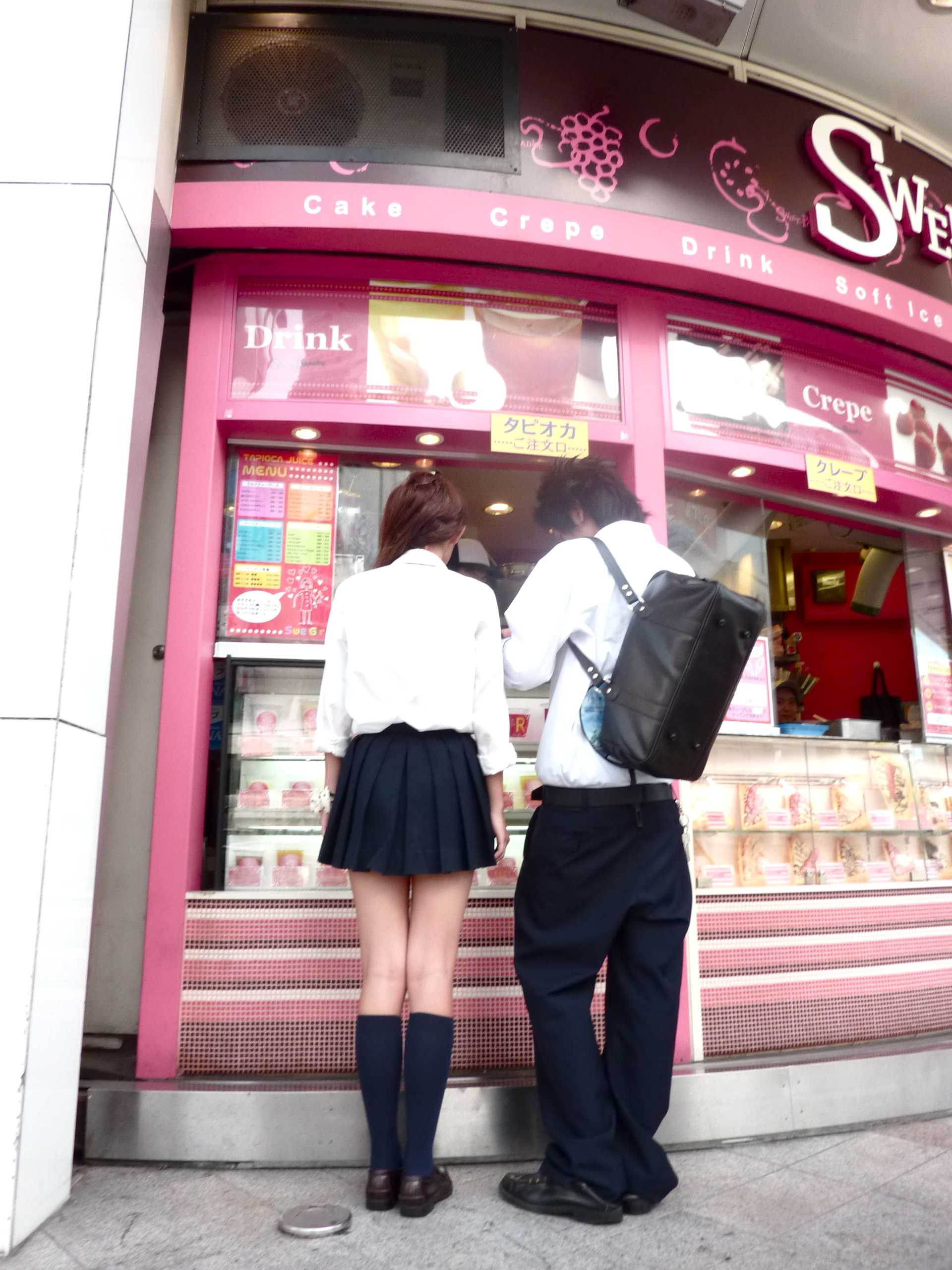
ボストンバッグ型の合革製学生鞄（スクールバッグ）をリュックサック様に背負う男子生徒。

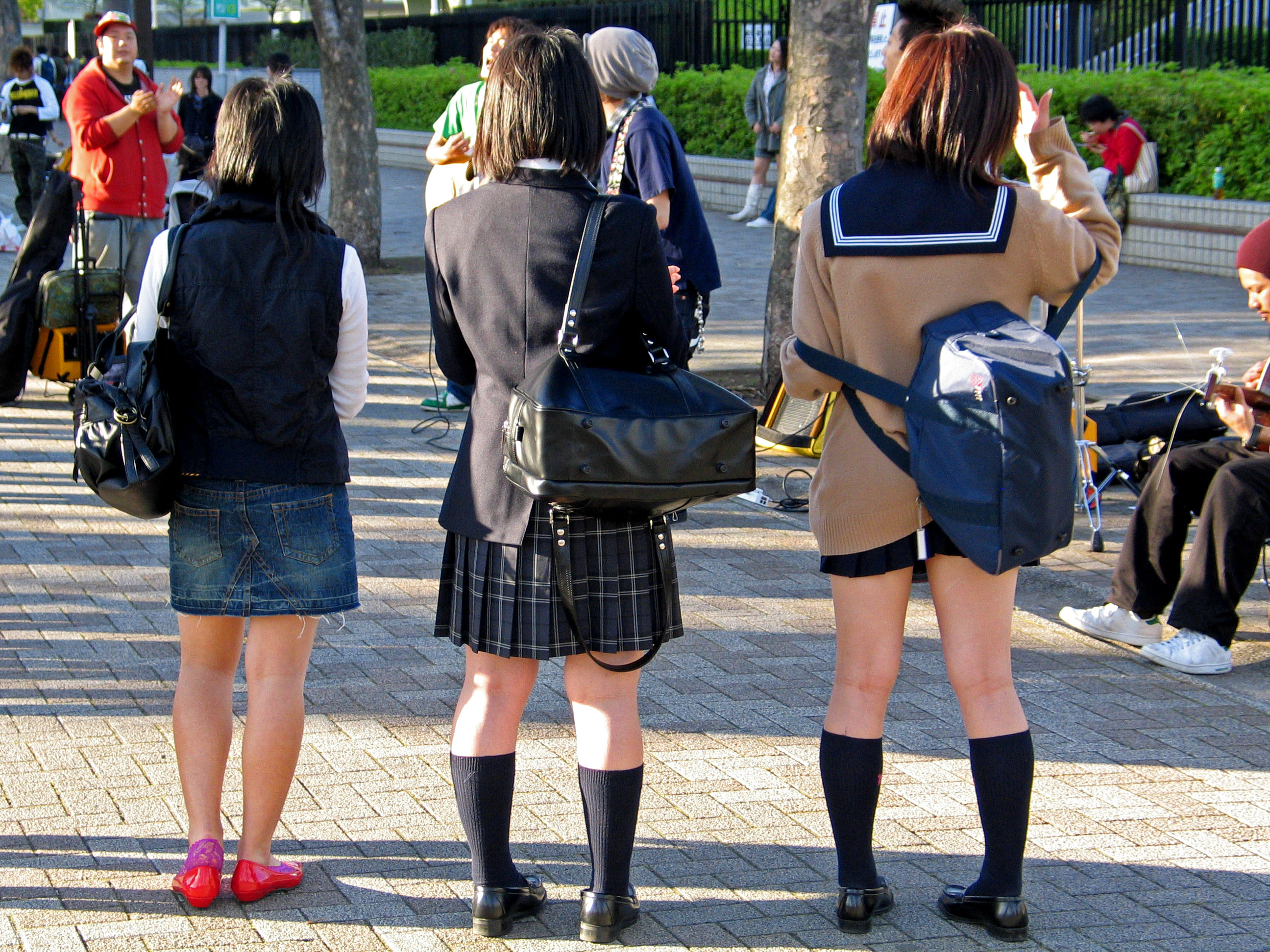
ボストンバッグ型の合革製学生鞄（スクールバッグ）を片方の持ち手だけ肩にかける女子生徒（写真中央）と、ボストンバッグ型のナイロン製学生鞄（スクールバッグ）をリュックサック様に緩めに背負う女子生徒（写真右）。

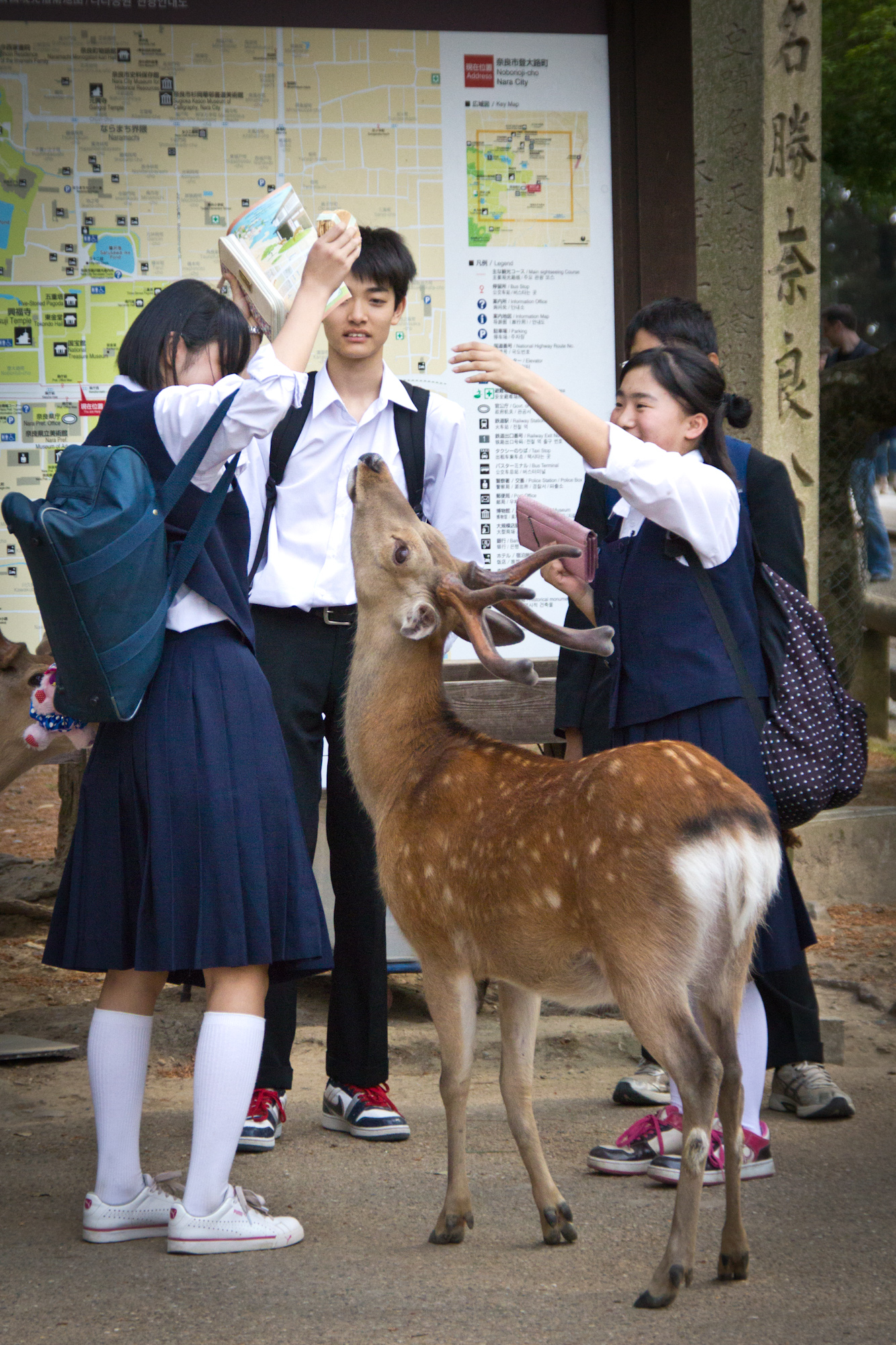
ボストンバッグ型のスクールバッグを背負う女子生徒（写真左）と、リュックサックを使用している男子生徒及び女子生徒（写真中央、右）

1980年代には、（潰した）革製の手提げ鞄に加え、マジソンバッグ（エース株式会社が製造・販売していた「MADISON SQUARE GARDEN」と描かれた鞄）やアディダスのボストンバッグ型の鞄をサブバッグとして使用することが流行した。
1990年代以降は次第に、サブバッグではなく、メインに使用する学生鞄としてボストンバッグ型が指定されるようになり、生徒も好んで使用した。材質はナイロン性が多いが、柔らかい革製（合革）の鞄もある。かぶせがなく、ファスナーで開閉する。色は青、紺、黒、グレーなど。旧来の学生鞄に比べ、全体的に柔軟性に富み、軽く、持ち手が長く肩にもかけられるようにできている。
肩にかける場合、2本の持ち手のうち、あえて一方のみをかけて、片方は垂らして持つ方法がある。他にリュックサックのように背負うように持つなどの持ち方がある。スクールバッグやスクバと呼ばれる場合、上記の革製の手提げ鞄ではなく、こちらのボストンバッグ型のものを指す場合が多い。予期的社会化等の表現として、自身が在籍していないが在籍を希望する憧れの有名私立校の指定鞄、恋人にしたい生徒が所属する有名私立校の指定鞄、デザイン性のよい学校等の指定鞄等が流行った
こちらについては、さほどアレンジの方法は一般化されていない。ポスカなどで落書きをしたり、キーホルダーやぬいぐるみ、造花をつけるなりすることもある。革製の手提げ鞄と同様に、安全ピン等で潰すこともある。縫製をほどいたり内部の防水シートをはがしたり、洗濯したりワイヤーを抜くなどして硬さをなくす方法もある。カバンを改造を施し華美にすることを「デコる」と呼ぶ。

### ショルダーバッグ型の鞄
また、スポーツ系の部活をする生徒は、エナメルの大きなショルダーバッグを持つこともある。これらはエナメルバッグ、スポーツバッグと呼ばれることもある。ショルダーバッグ型の場合、ショルダーの長さなどで、アレンジする。